# Новая (Вожегодский район)
Новая — деревня в Вожегодском районе Вологодской области. Расположена при впадении Явенги в Кубену.
Входит в состав Явенгского сельского поселения, с точки зрения административно-территориального деления — в Явенгский сельсовет.
Расстояние до районного центра Вожеги по автодороге — 18,5 км, до центра муниципального образования Базы по прямой — 1,3 км. Ближайшие населённые пункты — База, Покровское, Пожарище, Пролетарский, Сорогинская, Федяшинская.
По переписи 2002 года население — 18 человек.